# Geldvraag
De geldvraag is de binnen een economie totaal gewenste hoeveelheid aangehouden financiële activa in de vorm van geld: dat wil zeggen zowel contant geld als geld op bankrekeningen. Het kan zowel verwijzen naar de nauw omschreven maatschappelijke geldhoeveelheid (M1) alsook geld in de bredere zin van M2 of M3.